# فرانک اونیل
فرانک اونیل (انگلیسی: Frank O'Neill؛ زادهٔ ۱۳ آوریل ۱۹۴۰) بازیکن فوتبال اهل جمهوری ایرلند است.
از باشگاه‌هایی که در آن بازی کرده‌است می‌توان به باشگاه فوتبال آرسنال، باشگاه فوتبال شامروک روورز اشاره کرد.
وی همچنین درتیم ملی فوتبال جمهوری ایرلند بازی کرده‌است.